# Калинцев, Фёдор Иванович
Фёдор Ива́нович Калинцев (18 февраля 1924 — 6 августа 2016) — передовик советской энергетики и электрификации, старший мастер управления эксплуатации электросетей напряжением 500 киловольт Мосэнерго Министерства энергетики и электрификации СССР, город Ногинск Московской области, Герой Социалистического Труда (1966).

## Биография
Родился 18 февраля 1924 года в деревне Гостилово Коломенского уезда Московской губернии в русской семье. С 1942 года участник Великой Отечественной войны. Весь боевой путь прошёл дивизионным топографом в составе 188-го армейского пушечно-артиллерийского полка (143-я армейская пушечно-артиллерийская мехбригада 10-й армии). За образцовое выполнение заданий награждался государственными наградами — двумя орденами Красной Звезды, медалью «За отвагу».
После демобилизации вернулся в Московскую область. Трудоустроился на работу в Ногинские электросети Мосэнерго. С введением в 1956 году в эксплуатацию высоковольтной линии ВЛ-500 киловольт «Куйбышев-Москва», по которой электрическая энергия пришла в Ногинск, стал работать старшим мастером управления эксплуатации электросетей. С 1964 года активно участвовал в создании Ногинской распределительной сети.
За выдающиеся успехи, достигнутые в выполнении заданий семилетнего плана по развитию энергетики страны Указом Президиума Верховного Совета СССР от 4 октября 1966 года Фёдору Ивановичу Калинцеву было присвоено звание Героя Социалистического Труда с вручением ордена Ленина и золотой медали «Серп и Молот».
В дальнейшем продолжал трудовую деятельность.
Проживал в городе Ногинске Московской области. Умер 6 августа 2016 года.

## Награды
За трудовые успехи удостоен:
- золотая звезда «Серп и Молот» (04.10.1966),
- орден Ленина (04.10.1966),
- орден Отечественной войны II степени (11.03.1985),
- два Ордена Красной Звезды (23.10.1944, 28.02.1945),
- медаль За отвагу (30.08.1944),
- медаль «За боевые заслуги» (26.09.1943),
- другие медали.